# Björn Ericsson (arkitekt)
Björn Torsten Victor Ericsson, född 10 augusti 1932 i Stockholm, död 1 juli 2008, var en svensk arkitekt. 
Ericsson, som var son till överste Folke Ericsson och Märta Odelberg, avlade studentexamen i Sigtuna 1952 och utexaminerades från Kungliga Tekniska högskolan 1959. Han var arkitekt hos Uhlin & Malm arkitektkontor 1958–1959 och efter något år på A4 arkitektkontor blev han anställd vid Borgström & Lindroos arkitektkontor där han bland annat arbetade med projekteringen och gestaltningen av Kaknästornet. Tillsammans med Gunnar Cedervall var han även innehavare av arkitektfirman Cedervall & Ericsson arkitekter.
Han var chefredaktör för Blandaren (signaturen "Boff") 1956–1958. Han hyrde Blå Hallen i Stockholms stadshus 1959 och genomförde en uppmärksammad baklängesmiddag för 24 Blandarredaktörer. Vid Blandarens hundraårsjubileum 1963 ansvarade han för stor del av jubileumsutgåvan Urminnesblandaren.
Han fick 1964 ett uppdrag av den svenska sågverksindustrin att starta en informationskampanj för träprodukter. Verksamheten fick namnet Träinformation och utvecklades senare till ett nordiskt samarbete. Björn Ericsson hade denna befattning i 30 år.
Björn Ericsson var ledamot i styrelsen för Svenska Arkitekters riksförbund SAR 1966–1972 och 1970–1973 var han SAR:s representant i Stockholms skönhetsråd.
Björn Ericsson belönades 1992 med Olle Engkvist-medaljen ”för att han sprider kunskap och förståelse om dagens träbyggandskonst”.
Inför pensioneringen återupptog han sitt konstnärskap och började måla akvarell. Debutuställningen var i Katrineholms konsthall 1992. Under 1998–2000 var Ericsson ordförande för Nordiska akvarellsällskapet. År 2000 invaldes han i Konstnärsklubben där han också var dess ordförande 2004–2005. Han deltog i flera samlingsutställningar, en separatutställning i Borgå 1998 och en på Galleri Överkikaren 2005. Han vistades som gästande konstnär på Axel Munthes San Michele på Capri.